# عصر فرمانروایان ۲: نسخه دفینیتیو

نماگرفتی از بازی

عصر فرمانروایان ۲: نسخه دفینیتیو (انگلیسی: Age of Empires II: Definitive Edition) یک بازی ویدئویی در سبک استراتژی هم‌زمان است که با همکاری فورگاتن امپایرز و وردز اج توسعه یافته و به‌وسیلهٔ ایکس‌باکس گیم استودیوز در سال ۲۰۱۹ و در پلت‌فرم مایکروسافت ویندوز و در ۳۰ ژانویه ۲۰۲۳ برای کنسول‌های ایکس‌باکس وان و ایکس‌باکس سری اکس/اس منتشر شده است و از طریق سرویس گیم پس قابل دسترسی است، که نسخهٔ بهبود یافتهٔ بازی اصلی عصر فرمانروایان ۲: دوران پادشاهان و به‌عنوان جشن گرفتن بابت بیستمین سالگرد انتشار نسخهٔ اولیه است.